# Commanderie de Puy Fort Éguille
La commanderie de Puy Fort Éguille est un ancien établissement templier avant de devenir une commanderie hospitalière des Hospitaliers de l'ordre de Saint-Jean de Jérusalem situé sur le territoire de la commune de Nérac (Lot-et-Garonne).

## Localisation
La commanderie de Puy Fort Éguille se situe dans le hameau de Puy Fort Éguille, à 7km au sud-est de Nérac, dans le département du Lot-et-Garonne

## Historique
L'établissement templier de Puy Fort Éguille, également désigné Puyfortaiguille, dépendait de la commanderie d'Argentens.
À la fin du XIIe siècle, on voit les seigneurs du lieu, Arnaud Sanz , Folquet du Puy, Armand d'Arricalau, Guillaume de Miron, Bernard du Puy et Reine sa femme, se dessaisir de leurs droits et du dîmaire sur Puy-Fort-Éguille au profit de la commanderie d'Argentens. En 1260, les droits de la commanderie d'Argentens sur le lieu se sont accrus par la donation des chevaliers Bertrand et Folquet de Savignac faite au commandeur Bernard Guilhem d'Aspet. À cette occasion, le chambrier d'Argentens paie 7 sols morlans pour l'amortissement du fief à Jean de Vaillet, bailli du comte de Poitiers et comte de Toulouse.
La juridiction de Puy-Fort-Éguille par les Templiers est contestée par Mathe d'Albret, fille d'Amanieu VI d'Albret, et tutrice de ses nièces, filles de feu Bernard Ezi IV, sire d'Albret entre 1270 et 1281. Le commandeur d'Argentens et maître de l'Agenais, Pierre de Sombrun, y ayant été autorisé, il entame des discussions avec Mathe d'Albret. Un accord de paréage est passé le 5 octobre 1283. Les filles de Bernard-Ezy partagent la juridiction haute, moyenne et basse avec la commanderie d'Argentens.
En 1286, Amanieu VII d'Albret reconnaît tenir du roi d'Angleterre, duc d'Aquitaine, le factum Podio fortis acus, Puy-Fort-Éguille.
Malgré cet acte de paréage, les seigneurs d'Albret ont continué à avoir des prétentions sur Puy-Fort-Éguille. En 1327, c'est le sénéchal d'Agenais qui fait occuper Puy-Fort-Éguille mais doit le rendre au commandeur hospitalier d'Argentens, car la commanderie est dévolue à l'ordre de Saint-Jean de Jérusalem depuis 1315.
Nérac devient ville tenue par les protestants au XVIe siècle. Puy-Fort-Éguille a dû subir des attaques car en 1650, dans le procès-verbal de visite, l'établissement est dit en ruines.
En 1563, le roi de France prend un édit ordonnant une aliénation de biens ecclésiastiques pour la somme de 100 000 écus de rente. Pour pouvoir payer sa part, le prieur de Toulouse vend la maison de Puy-Fort-Éguille avec pacte de rachat. Elle est alors achetée par Jeanne de Navarre, mais un an plus tard le commandeur d'Argentens rachète Puy-Fort-Éguille.
En 1599, la juridiction de Puy-Fort-Éguille appartient en entier au commandeur d'Argentens.
La commanderie de Puy Fort Éguille a été inscrit au titre des monuments historiques le 30 mai 2006.

## Commandeurs

### Commandeurs Templiers[6]
| Nom du commandeur         | Dates     |
| ------------------------- | --------- |
| Arnaud de Campin          | 1230-1234 |
| Vidon de Lart             | 1234-1237 |
| Guillaume-Garsie D'Aure   | 1237-1243 |
| Arnaud Sabathier          | 1243-1250 |
| Guillaume d'Artiguelongue | 1250-1261 |
| Fourtanier                | 1261-1262 |
| Pierre d'Aigud            | 1285      |

### Commandeurs Hospitaliers[6]
| Nom du commandeur | Dates     |
| ----------------- | --------- |
| Aynard de Lagarde | 1327-1338 |
| Raymond Vidon     | 1419      |
| Raymond de Botet  | 1504-1520 |

## Description
L'ensemble monastique était constitué de l'église Saint-Jean-Baptiste datant du XIIe siècle, d'un logis du XIIIe siècle et d'un pigeonnier.